# Joachim Wieder
Joachim Wieder (* 13. März 1912 in Marklissa/Schlesien; † 12. Oktober 1992) war ein deutscher Bibliothekar.

## Leben
Joachim Wieder studierte an den Universitäten in München, Breslau, Paris und Pisa Romanistik, Geschichte, Anglistik und Philosophie. 
1943 machte er als Ordonnanzoffizier die Schlacht von Stalingrad mit und war anschließend zehn Jahre lang in russischer Kriegsgefangenschaft.
Wieder war in den Jahren 1951 und 1952 Bibliotheksreferendar an der Bayerischen Staatsbibliothek, nach seiner Fachprüfung für den höheren Bibliotheksdienst anschließend von 1953 bis 1960 zunächst Bibliotheksrat an der Bayerischen Staatsbibliothek und war von 1960 bis 1977 dann Direktor der Bibliothek der Technischen Universität München. Wieders besonderes Interesse galt der mittelalterlichen Buchkunst.
Von 1957 bis 1963 war er Sekretär der International Federation of Library Associations and Institutions (IFLA), anschließend war er bis 1969 Vizepräsident des Executive Boards der IFLA. Wieder engagierte sich auch in der International Association of Scientific and Technological University Libraries (IATUL), der internationalen Vereinigung der Bibliotheken der Technischen Hochschulen. Ferner war er zwölf Jahre lang Präsident der Bibliothekarischen Auslandsstelle.

## Veröffentlichungen
- Jacques Bainville – Nationalismus und Klassizismus in Frankreich. Breslau 1939 (Sprache und Kultur der germanischen und romanischen Völker. C, Romanistische Reihe; 17).
- Die Tragödie von Stalingrad: Erinnerungen eines Überlebenden. Nothhaft, Deggendorf 1955.
- Stalingrad und die Verantwortung des Soldaten. Nymphenburger Verlagsbuchhandlung, München 1962
- Über die Herstellungstechnik mittelalterlicher Miniaturen. In: Oberammergauer Vorträge (1966), S. 85–101.
- Über Herstellungstechnik und Werkstattgeheimnisse mittelalterlicher Buchmalerei. In: Bibliothek und Wissenschaft. Bd. 5 (1968), S. 250–274.
- Frankreich und Goethe: das Goethebild der Franzosen. Verlag Dokumentation, München 1976.
- Die Studentenbibliothek München: ihre Entwicklung, ihre Leistungen und ihr Sondercharakter. In: Max Leonhard (Hrsg.): Nisus in librorum nitore. Festschrift für Werner Goebel. Uni-Druck, München 1980.
- Die bayerischen Bibliotheken und ihre Bedeutung für Wissenschaft und Kultur in der ersten Hälfte des 19. Jahrhunderts. In: Gerhard Liebers (Hrsg.): Bibliotheken im gesellschaftlichen und kulturellen Wandel des 19. Jahrhunderts: Referate des 1. Jahrestreffens der Wolfenbütteler Arbeitskreises für Bibliotheksgeschichte vom 24. bis 26. April 1980 in der Herzog-August-Bibliothek. Hauswedell, Hamburg 1982 (Wolfenbütteler Schriften zur Geschichte des Buchwesens; 8), ISBN 3-7762-0219-X, S. 76–98.